# لويزا هوبارد
لويزا ماريا هوبارد (بالإنجليزية: Louisa Hubbard)‏ (8 مارس 1836 – 5 نوفمبر 1906) كانت كاتبة ومصلحة اجتماعية نسوية إنجليزية. اشتهرت بنشاطها لزيادة فرص النساء في التعليم والعمل.
وُلدت لِأسرة تجارية ثرية في روسيا، وانتقلت إلى إنجلترا في صغرها، وبقيت هناك أغلب حياتها. كرست وقتها للنشاط الاجتماعي، واستعملت ثروتها في دعم قضايا نسائية عديدة. بدأت نشاطها في حركة الشماسة الأنجليكية في ستينيات القرن التاسع عشر، نظمت فيها الأعضاء، وزادت الوعي بأهداف الحركة.
بعدئذ بدأت لويزا تنشط لضمان مكان للنساء في تدريس المرحلة الابتدائية. استغلت ازدياد الوعي بالحاجة إلى مدرسين للمرحلة الابتدائية، ثم أنشأت كلية لتدريب النساء على تدريس هذه المرحلة. أقلقها أن نساء كثيرات لم يَسعهن العثور على وظيفة تدريسية، لسوء الممارسات التعليمية. بعدئذ بدأت تنادي للنساء بوظائف في مجالات أخرى. قضت كثيرًا من عمرها تدعو إلى توفير فرص عمل للنساء اللاتي يحتجن إلى إعالة أنفسهن. تركزت جهودها في السيدات الفقيرات والنساء العازبات، ومواجهة ازدراء المجتمع لتوظيفهن.
أيضًا نشرت صحفًا وكتيّبات عديدة، مطالبةً بتعليم النساء وتوفير وظائف لهن. من عام 1875 إلى عام 1889 نشرت كُتيب لعمل المرأة الذي سُمي لاحقًا حَوْلية المرأة الإنجليزية. ومن 1875 إلى 1893 نشرت جريدة المرأة، التي سُميت لاحقًا العمل والراحة. في البداية ساهمت في معظم المقالات المنشورة، قبل أن تصبح محرِّرة. اشتهرت تلك الأعمال والمنشورات، لكنها لم تكن مربحة، فاضطرت لويزا إلى تمويلها من حر مالها. أسست أيضًا «جمعية الهجرة النسائية» لمساعدة العازبات على العمل في الخارج، بعدما علمت بفرص العمل المتاحة في المستعمرات البريطانية. ساعدت فوق ذلك على تنظيم جمعيات أخرى تدعم الهجرة.

## بداية حياتها
وُلدت لويزا في سانت بطرسبرغ. أبوها وليام إيغرتون هوبارد، وأمها لويزا إلين هوبارد (اسمها قبل الزواج: بالدوك). كان أبوها تاجرًا وطدت أسرته مصالحها التجارية في أرخانغلسك سانت بطرسبرغ في منتصف القرن الثامن عشر. كانت أمها بنت قبطان. كانت لويزا كبرى سبعة أولاد. في عام 1843 غادرت الأسرة روسيا إلى إنجلترا، واستقرت في عزبة مساحتها 2,000 فدان (8.1 كم2) في ليوناردسلي، حيث تعلمت لويزا خصوصيًّا. لم يكن عليها قط أن تعمل لتعول نفسها وأسرتها ثرية هكذا.

## حركة الشماسة
في عام 1864 صارت لويزا شماسة أنجليكية، ونشطت في حركة الشماسة بعدما قدمتها صديقة. كانت الحركة موجودة بالكنيسة الأنجليكية من عام 1850، وكانت تركز في تزويد النساء بحياة مجتمعية وتدريبهن على العمل مع الفقراء ممرضات أو مدرّسات. أخذت تشتغل في الجمعية وتنظم عدة اجتماعات. في عام 1871 نشرت كتيب الشماسات الأنجليكيات أو أمَا للنساء مكان في النظام الأبرشي؟. تضمن هذا الكتاب وصفًا لاجتماعات كانت بينها وبين قادة كنيسيين، منهم هارولد براون. التقت أيضًا متبرعين محتمَلين لتُعرّفهم الحركة. نشرت أيضًا مقالة في مجلة جون بول تفصّل فيها أهداف الحركة. لكنها في ما بعد أحبطها بطء نمو الحركة، فتوقفت عن نشاطها مع الحركة في عام 1874.

## التعليم
بدأ اهتمام لويزا بفكرة تدريب مدرّسات بعدما طلب منها محرر جون بول –الذي أعجبته كتاباتها عن حركة الشماسة– أن تكتب مقالة عن الموضوع. فاستجابت وكتبت عدة خطابات تنادي بإنشاء مدارس لتدريب النساء على التدريس. ثم أعيد نشرها في كتيب. خَلق قانون التعليم الابتدائي الصادر في عام 1870 طلبًا كبيرًا للمدرسين والمدرسات. فسعت لويزا لتدريب النساء على تأدية ذلك الدور، بتأسيس كلية أوتر في تشيستر في عام 1873، لتدريب النساء على تدريس طلاب الابتدائية. أول من اقترح فكرة افتتاح هذه المدرسة كان السير جيمس كاي شاتلوورث. روجت لويزا الفكرة في محافل، محاولة استمالة تأييد الناس. كانت كلية أوتر قد تأسست في عام 1849 لتدريب الرجال على التدريس، لكنها توقفت قبل نشاط لويزا بعدة سنوات. شعرت لويزا بأن فتيات عديدات لم يعتدن الانضباط الأكاديمي اللازم للدخول في مهنة التدريس. واصلت الكتابة عن أهمية تعليم النساء، ونشرت عملين في عام 1878 و1880 لإقناع الآباء بتعليم بناتهم. سعت أيضًا إلى تأسيس مدرسة للفتيات اللاتي بين 15 و18، لكن لم تنجح لقلة التمويل.
في تلك الآونة كان التدريس يُعد غير مناسب لنساء كثير. وأما نساء الطبقة المتوسطة والعليا فكان العُرف الاجتماعي يَقصرهن على التدريس الخصوصي. فحصل من ذلك نقص كبير في عدد من يدرسون طلاب الابتدائية. في البداية قلقت من الصعوبات التي قد تواجهها نساء الطبقة المتوسطة في العمل بالمدارس مع أفراد الطبقات الاجتماعية الدنيا، لكنها في الآخر قررت أن تلك التضحيات يبرّرها نُبل التعليم وسموّ هدفه. أكدت كلية أوتر لآباء الطبقة المتوسطة أن بناتهم سيتعلمن بين نساء لهن خلفيات متشابهة.

## التوظيف
بعد تأسيس كلية أوتر، بدأت لويزا توسع دائرة تركيزها، فانتقلت من مساعدة النساء على التدريس إلى مساعدتهن على التوظُّف عمومًا. رأت أن نساء كثيرات لن يستطعن العثور على وظيفة، لمحدودية مهاراتهن، ومحدودية وظائف التدريس نفسها. تصدت لويزا لوصم الموظَّفات، وكان بعض تصدّيها قائمًا على مبررات دينية. ذهبت إلى أن الله خلق النساء للتضحية بالنفس وتكريسها لصالح الآخرين، ووصفت التوظُّف بأنه سبيل للعازبات إلى لعب ذلك الدور.